# Ferrocianuro di potassio
Il ferrocianuro di potassio (o potassio esacianoferrato(II)) è un sale di potassio dello ione complesso [Fe(CN)6]4–, molto stabile, che contiene Fe2+. La sua formula è K4[Fe(CN)6]. Lo ione complesso può essere descritto come uno ione centrale Fe2+ (ione ferroso) circondato ottaedricamente (simmetria Oh) da sei ioni cianuro –C≡N, ai quali esso è legato, tramite gli atomi di carbonio, con legami di coordinazione.
Lo ione ferroso in questo complesso ha configurazione elettronica esterna d 6 ed ha tutti i suoi elettroni appaiati, il complesso è a basso spin e diamagnetico. L'analogo ione complesso di Fe3+ (ione ferrico), cioè lo ione ferricianuro [Fe(CN)6]3–, è anch'esso a basso spin, ma è paramagnetico, essendo in questo caso gli elettroni in numero dispari. Inoltre, lo ione ferrocianuro è descritto come un complesso inerte, nel senso che le reazioni di sostituzione dei leganti cianuro presenti sono estremamente lente, mentre l'analogo complesso di Fe(III), il ferricianuro risulta essere labile. Questo ha conseguenze sulla tossicità: il primo è praticamente non tossico, in marcato contrasto con il secondo.
A temperatura ambiente la sua forma triidrata K4[Fe(CN)6]·3 H2O, che è quella più comunemente ottenibile, si presenta come un solido cristallino di colore giallo chiaro (assorbe nel visibile a λmax = 418 nm), è inodore, non infiammabile e facilmente solubile in acqua. È un composto pericoloso per l'ambiente.

## Usi
Nell'industria dei colori il ferrocianuro di potassio viene fatto reagire con cloruro ferrico o solfato di ammonio per ottenere il pigmento Blu di Prussia o ciano. Nel campo radiografico viene unito ad acqua e sale grosso e si utilizza per schiarire le pellicole. Nell'enotecnica viene usato allo scopo di far precipitare il ferro presente in eccessiva quantità nel vino.
Diversamente dal cianuro di potassio, il ferrocianuro di potassio non è un potente veleno. Inoltre a differenza del ferricianuro di potassio, che può liberare acido cianidrico se messo a contatto con acidi, il ferrocianuro di potassio non rilascia cianuro nel corpo.

## Analisi chimica qualitativa
Il ferrocianuro di potassio è un importante reagente per il riconoscimento qualitativo di alcuni ioni metallici in soluzioni.

### Analisi
- K4[Fe(CN)6] viene usato nel riconoscimento di ioni ferrici.

Aggiungendo alcune gocce di soluzione di ferrocianuro di potassio a una soluzione da analizzare, se sono presenti ioni Fe3+ si ha formazione del precipitato blu di prussia, cioè ferro(III)esacianoferrato(II)
{\displaystyle {\ce {4Fe^3+ + 3[Fe(CN)6]^4- <=> Fe4[Fe(CN)6]3}}}
- Il ferrocianuro di potassio viene usato nel riconoscimento di ioni del rame.

Aggiungendo alcune gocce di soluzione di ferrocianuro di potassio a una soluzione da analizzare, se sono presenti ioni del rame si ha formazione di un precipitato rosso bruno, cioè rame esacianoferrato.
Nel caso in cui le soluzioni da analizzare contengano rame o ferro in percentuali infinitesimali oppure siano presenti entrambi, sarà molto difficile riconoscere il precipitato, per cui è consigliato far gocciolare alcune gocce di liquido da analizzare, alternate ad acqua distillata, sempre sullo stesso punto di carta da filtro fino a raggiungere le dimensioni di 2–3 cm di diametro. Procedere poi con il gocciolamento di soluzione di ferrocianuro di potassio partendo dal centro: si noterà la formazione di aloni concentrici colorati in blu scuro (ferro) e rosso cinabro (rame) anche a minime concentrazioni.